# كريزتينا بارتا
كريزتينا بارتا (بالمجرية: Barta Krisztina)‏ هي راقصة على الجليد مجرية، ولدت في 9 مايو 1991 في بودابست في المجر.

## وصلات خارجية
- كريزتينا بارتا على موقع الاتحاد الدولي للتزلج (الإنجليزية)